# Setticelli
I Setticelli o Settecelli rappresentano un'antica ed importante famiglia toscana originaria di Empoli.

## Notizie generali
La famiglia Setticelli è totalmente estinta da almeno centocinquant'anni, ma per secoli ha annoverato importanti esponenti della vita pubblica di Firenze, Pistoia e dell'empolese, dove, almeno fin dal primo Rinascimento, possedeva la cosiddetta "Villa di Brusciana", tuttora esistente seppur ridotta a casa colonica e poi ad abitazione civile. A Brusciana i Setticelli, oltre a trascorrere la "villeggiatura estiva" (possedevano infatti anche un grande palazzo a Firenze, oggi non più rintracciabile), risiedettero a lungo stabilmente, come dimostrano le carte notarili riguardanti nascite, morti, partecipazione alla vita pubblica, testamenti e sepolture nella contigua Chiesa di San Bartolomeo. Anche a Firenze li si può rintracciare nel primo cinquecento con importanti cariche pubbliche, registrati nel Quartiere di Santo Spirito e con sepolcreto familiare nella Chiesa di San Marco.
Il motto dei Setticelli fu Magna est veritas et praevalebit. Nel loro stemma erano raffigurati tre pesci sormontati da un lambello d'oro con gigli.

## Alcuni esponenti della casata

### Don Giovanni Setticelli
Due religiosi Setticelli, Cristoforo e Giovanni, vennero mandati in Lombardia dopo il Concilio di Trento, e se ne trova traccia (come mittenti, destinatari o semplicemente citati) nella corrispondenza di Carlo Borromeo conservata alla Biblioteca Ambrosiana. Giovanni in particolare fu assai caro al Santo milanese, che lo conobbe a Roma, quando era Segretario di Stato dello zio Pio IV, perché entrambi ebbero frequentazioni con San Filippo Neri, che aveva al seguito numerosi fiorentini. Carlo lo volle nella sua Diocesi, nel 1571 gli affidò la cura di Sobrio nella Valle Levantina (Le Tre Valli Svizzere erano soggette allora all'Arcivescovo di Milano), per nominarlo in seguito curato di Lonate Pozzolo, borgo di notevole importanza e con un buon numero di monasteri di vari ordini religiosi.. Il saggio di Andrea Mastalli, S.Carlo Borromeo e Giovanni Setticelli curato di Lonate Pozzolo in "Rassegna Storica del Seprio", riporta:
Ne c'è da stupirsene, giacché c'era molta inquietudine nei conventi, specie femminili, a quei tempi, a causa delle vocazioni assai dubbie. Nel 1575 si tenne a Roma il Giubileo dell'Anno Santo, cui parteciparono sia San Carlo che il curato Setticelli, ma Giovanni fu colpito da un grave malanno, probabilmente un ictus. Il Borromeo non accettò le sue dimissioni, lo esortò ad assumere un incarico meno faticoso, lo fece curare invano dal suo medico personale, ma nel 1580 Giovanni partì, trascorse un breve periodo a Firenze e infine si recò a Roma dove, malgrado lo stato di salute, venne nominato Arciprete della Rotonda (il Pantheon, oggi Basilica di S. Maria ad Martyres). Carlo gli scrisse una affettuosa lettera di commiato.

### Podestà e capitani
Di Cosimo di Piero è reperibile un carteggio dei primi del '600 con un certo Falconieri nell'archivio Del Riccio. Un suo nipote Piero, nato nel 1575 ed ex-frate, sposò una Pitti. Questi ebbe un figlio omonimo probabilmente, come si usava, perché postumo al padre, sposato con una Leopardi di Cortona, che fu Podestà di Bucine e Valdambra nel 1669. Il figlio di questi, Cosimo (1659-1734), restò scapolo e, per testamento, lasciò fra le altre cose ad un benefattore la sua casa a Brusciana, fabbricato che esiste tuttora negli immediati pressi della "Villa Setticelli".
Dal Podestà Piero sopra citato nacque il Capitano Carlo (1663-1721), battezzato a San Miniato e sepolto nella Chiesa di Brusciana. Suo figlio Giovanni Pietro (1694-1769) nacque invece a Livorno, probabilmente a causa degli impegni militari del padre; fu anch'egli Capitano con residenza nella medesima città, ma morì e venne sepolto nella sua Brusciana.
Egli si preoccupò di vedere confermato il patriziato fiorentino della sua famiglia con decreto del 1765. Dalla consorte Maria Vittoria Mazzanti, figlia di un Gonfaloniere di Livorno, ebbe molti figli, quasi tutti nati "in Villa", anche se diversi morirono precocemente, come era frequente a quei tempi. Trascrive ad esempio il supposto-Figlinesi:

### L'ingegner Carlo Cosimo Setticelli
Giovanni Pietro ebbe anche almeno due figlie Suore, di cui una nel Monastero della S.S. Annunziata di San Miniato), il figlio Luigi Reverendo a Colle, il figlio Tommaso "Ispettore Generale delle porte di Firenze" e infine il più eminente Ingegnere Carlo Cosimo, Ispettore generale della Magona, Amministratore del Patrimonio Ecclesiastico di Firenze, bonificatore di paludi e di interi territori, Direttore di lavori per l'edificazione di Chiese e strade, esperto di silvicoltura. Ad esempio, in un'ispezione ai tagli fatta nell'Alpeggio Campanile rivelò l'assoluta mancanza delle più elementari regole nella gestione dei boschi.
Pietro Leopoldo, nelle sue "Relazioni sul governo della Toscana", citò spesso in modo lusinghiero (o meno) l'ingegner Setticelli. Ad esempio:
L'ingegnere Carlo Cosimo si sposò tardi, nel 1787, ma anch'egli mise al mondo una decina di figli con la giovane consorte Mirra Giuseppa, patrizia pistoiese, figlia di Giovanni Villani di facoltosa e importante famiglia. A Pistoia fu ufficializzato come Nobile locale e acquistò un palazzo, mantenendo comunque lo stabile a Firenze in Via Larga, l'attuale via Cavour, che forse coincideva con l'antica rinascimentale dimora della famiglia Setticelli. Egli comprò anche la villa e i poderi di Monteboro, soprastanti Brusciana, dagli eredi dell'estinta famiglia Bardelli, discendenti dagli altrettanto estinti Corsali (cui apparteneva il navigatore Andrea, scopritore della Nuova Guinea).
I Setticelli, da secoli una stirpe numericamente molto esigua, conobbero una vera esplosione demografica, tanto che nella metà dell'ottocento erano adulti contemporaneamente ben 6 maschi di questa famiglia. Ma nell'aprile 1800, in piena attività nonostante l'età più che matura, l'ingegnere Carlo Cosimo si ammalò gravemente e morì a Pistoia.

### L'intellettuale Luigi Setticelli
Dal ramo di Tommaso, Ispettore generale delle Porte fiorentine, discese Luigi Setticelli, nato nel 1826, noto polemico esponente dell'intellighenzia e della cultura fiorentina. Scrisse ad esempio Il Duomo di Firenze. Il Setticelli e il Nardini Despotti Mospignotti del 1873; il testo del recitativo e romanza "M'ami!…Ripetilo!…" musicato da Gaetano Palloni; ed un carteggio con Tommaso Corsi conservato alla Biblioteca Nazionale di Firenze.

### La fine
Nei primi anni della seconda metà dell'Ottocento avvenne un'ecatombe in questa famiglia, che falcidiò in rapida successione tutti i figli di Carlo, un suo unico nipote, nonché l'ultimo discendente di suo fratello Tommaso. Sopravvisse di poco l'Avvocato Giovan Pietro, che fece in tempo a vendere la tenuta di Monteboro e Brusciana. Con lui la storia della famiglia finì.